# Grzegorz Barbarigo

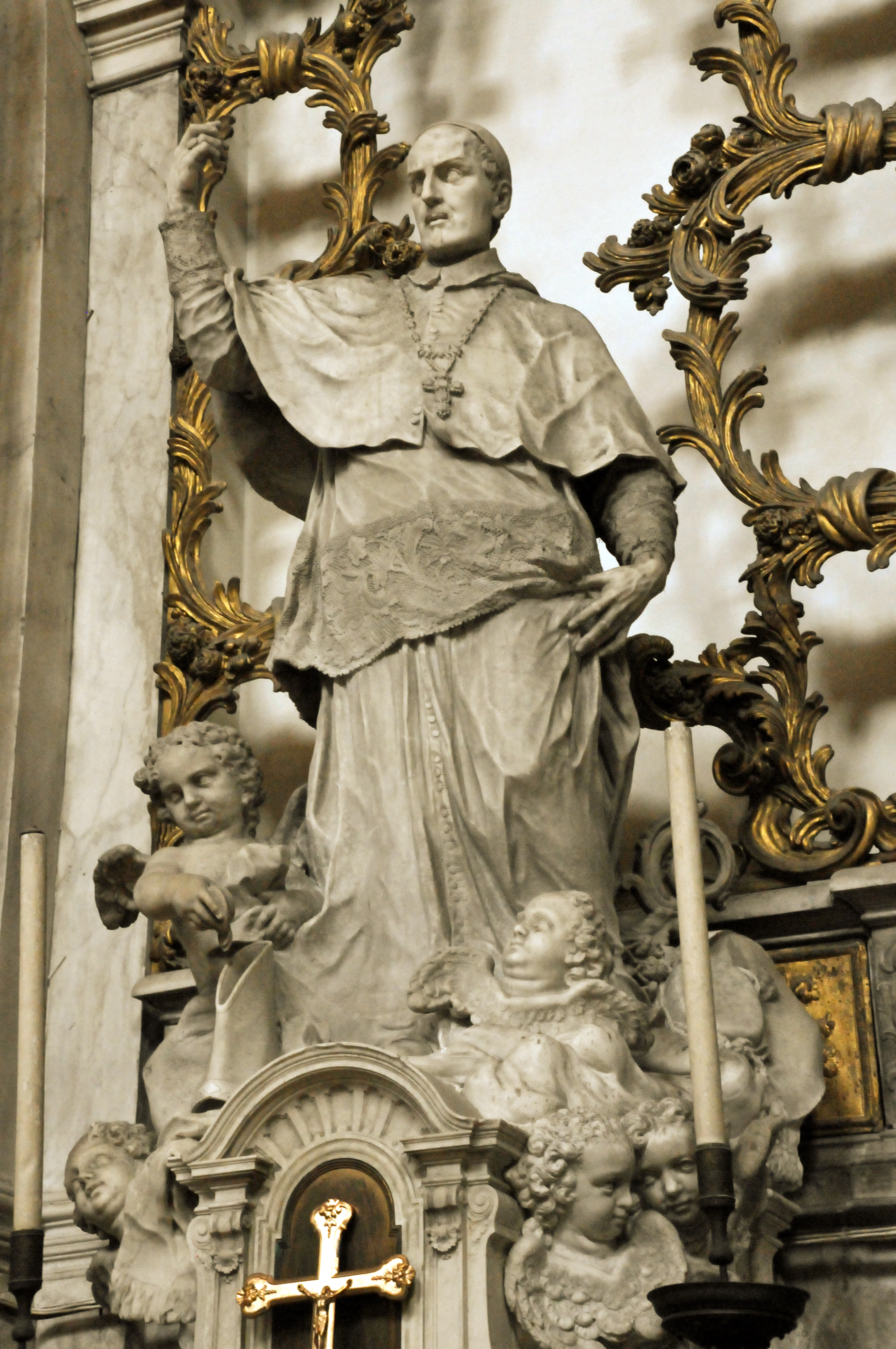
Giovanni Maria Morlaiter, Św. Grzegorz Barbarigo, rzeźba w kościele Santa Maria del Giglio w Wenecji

Gregorio Giovanni Gaspare Barbarigo (ur. 16 września 1625 w Wenecji, zm. 18 czerwca 1697 w Padwie) – włoski biskup, kardynał Kościoła katolickiego, czczony jako święty. Miejsca szczególnego kultu to Bergamo i Padwa.

## Życiorys
Urodził się w bogatej rodzinie weneckiej. Jego matka zmarła na dżumę, gdy miał zaledwie dwa lata. Ojciec był senatorem Republiki Weneckiej i gorliwym katolikiem.
To on sprawił, że Grzegorz kształcił się w sztuce wojennej oraz w naukach przyrodniczych oraz przeszedł kurs dyplomacji. W 1643 przyszły duchowny towarzyszył ambasadorowi weneckiemu Alvise Contariniemu w poselstwie do Münster, które miało na celu przygotować pokój westfalski, który skończyć miał wojnę trzydziestoletnią. W Münster poznał arcybiskupa Fabio Chigi, nuncjusza apostolskiego, przyszłego papieża Aleksandra VII, który uczestniczył w negocjacjach. W 1646 wrócił do Wenecji i kontynuował studia na uniwersytecie w Padwie. Studiował tam między innymi język grecki, matematykę, historię i filozofię, a 25 września 1655 zdobył doktorat in utroque iure.
Pragnął zostać zakonnikiem, ale jego ojciec duchowny doradził mu, aby został księdzem diecezjalnym, ponieważ, według niego, miał zadatki na dobrego proboszcza. Został wyświęcony 21 grudnia 1655, mając 30 lat. W 1656 papież Aleksander VII wezwał go do Rzymu i uczynił prałatem domowym (honorowym) Jego Świątobliwości oraz powierzył mu odpowiedzialne zadania w trybunale Sygnatury Apostolskiej. Kiedy w 1656 wybuchła w Rzymie epidemia dżumy, papież postawił go na czele komisji, która miała kierować pomocą dla chorych. Grzegorz osobiście odwiedzał chorych, grzebał zmarłych oraz pomagał wdowom i sierotom.
Gdy zaraza ustąpiła i dobiegła końca misja Grzegorza, papież zaproponował mu objęcie biskupstwa w Bergamo. Ten poprosił najpierw o możliwość odprawienia mszy, prosząc Boga, aby objawił mu swoją wolę odnośnie do tej propozycji. Podczas mszy usłyszał głos boży, który kazał mu przyjąć nominację. Tak więc 9 lipca został mianowany, 29 lipca 1657 wyświęcony na biskupa. Gdy przybył do Bergamo, polecił, aby to, co miało być wydane na urządzenie przyjęcia na jego cześć, zostało rozdane biednym. Sam również sprzedał wszystko, co posiadał i rozdał potrzebującym. Jego pragnieniem było naśladowanie we wszystkim arcybiskupa Mediolanu, św. Karola Boromeusza. Dbał o rozpowszechnianie wśród ludu prasy religijnej, szczególnie polecał do czytania pisma św. Franciszka Salezego. Podczas wizyt pasterskich zatrzymywał się u biednych i jadał z nimi. Osobiście nauczał katechizmu, a nocami spędzał wiele czasu na modlitwie. Portierowi pałacu biskupiego rozkazał, aby czuwał i informował go, kiedy będzie konieczność odwiedzenia jakiegokolwiek chorego.
Papież Aleksander VII mianował go kardynałem 5 kwietnia 1660, powierzając mu kościół tytularny św. Tomasza in Parione. Od 1677 jego kościołem tytularnym będzie kościół św. Marka Ewangelisty w Campidoglio. Papież Innocenty XI zatrzymał go w Rzymie przez trzy lata jako swego doradcę i powierzył mu nadzór nad nauka katolicką w mieście. Jako kardynał Barbarigo był członkiem siedmiu kongregacji kardynalskich:
- Kongregacji ds. Obrzędów (od 1661)
- Kongregacji Indeksu (od 1661)
- Kongregacji ds. Biskupów i Zakonników (od 1667)
- Kongregacji ds.Soboru Trydenckiego (od 1668)
- Kongregacji ds. Egzaminowania Biskupów (od 1679)
- Kongregacji ds. Stanu Zakonnego (od 1679)
- Kongregacji ds. Wizytacji Apostolskich (od 1682)

Kardynał Barbarigo pracował też nad zjednoczeniem z kościołami wschodnimi. Uczestniczył w konklawe w 1667, 1669-70 1676, 1689 i 1691. Na dwóch ostatnich był poważnym kandydatem na papieża.
24 marca 1664 papież mianował go biskupem Padwy. Tam Barbarigo znowu zaangażował się w nauczanie katechizmu i zachęcał do uczestnictwa we mszy św. Zwizytował 320 parafii, nawet te najdalej położone i te, do których było najtrudniej dotrzeć. Mobilizował proboszczów do pracy i formował katechetów. Zakładał drukarnie w celu drukowania książek religijnych oraz troszczył się o odpowiednie przygotowanie kandydatów do stanu duchownego. Jego seminarium oceniane było jako jedno z najlepszych w Europie.
Zmarł w Padwie, 17 czerwca 1697, został pochowany w tamtejszej katedrze.

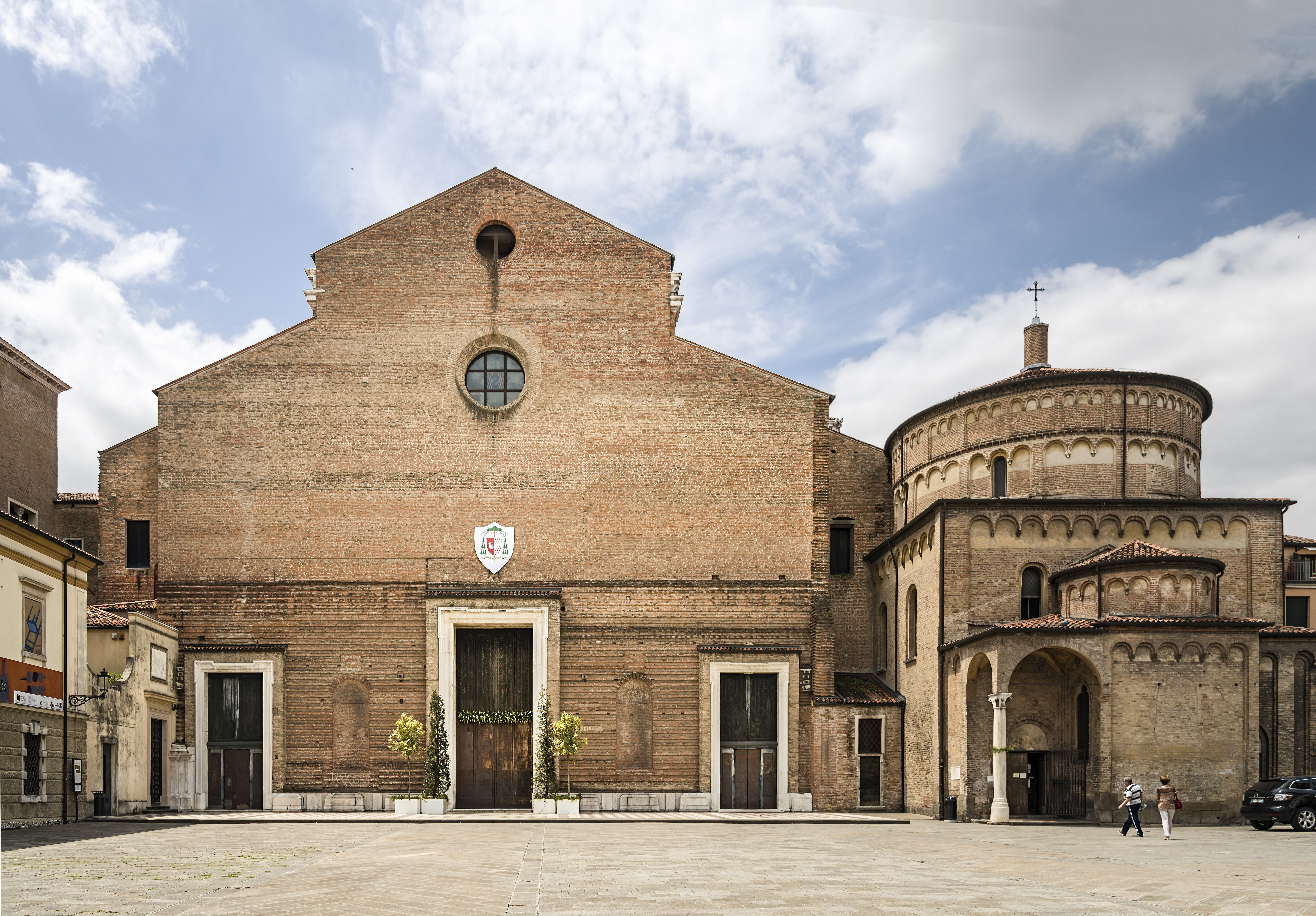
Katedra w Padwie
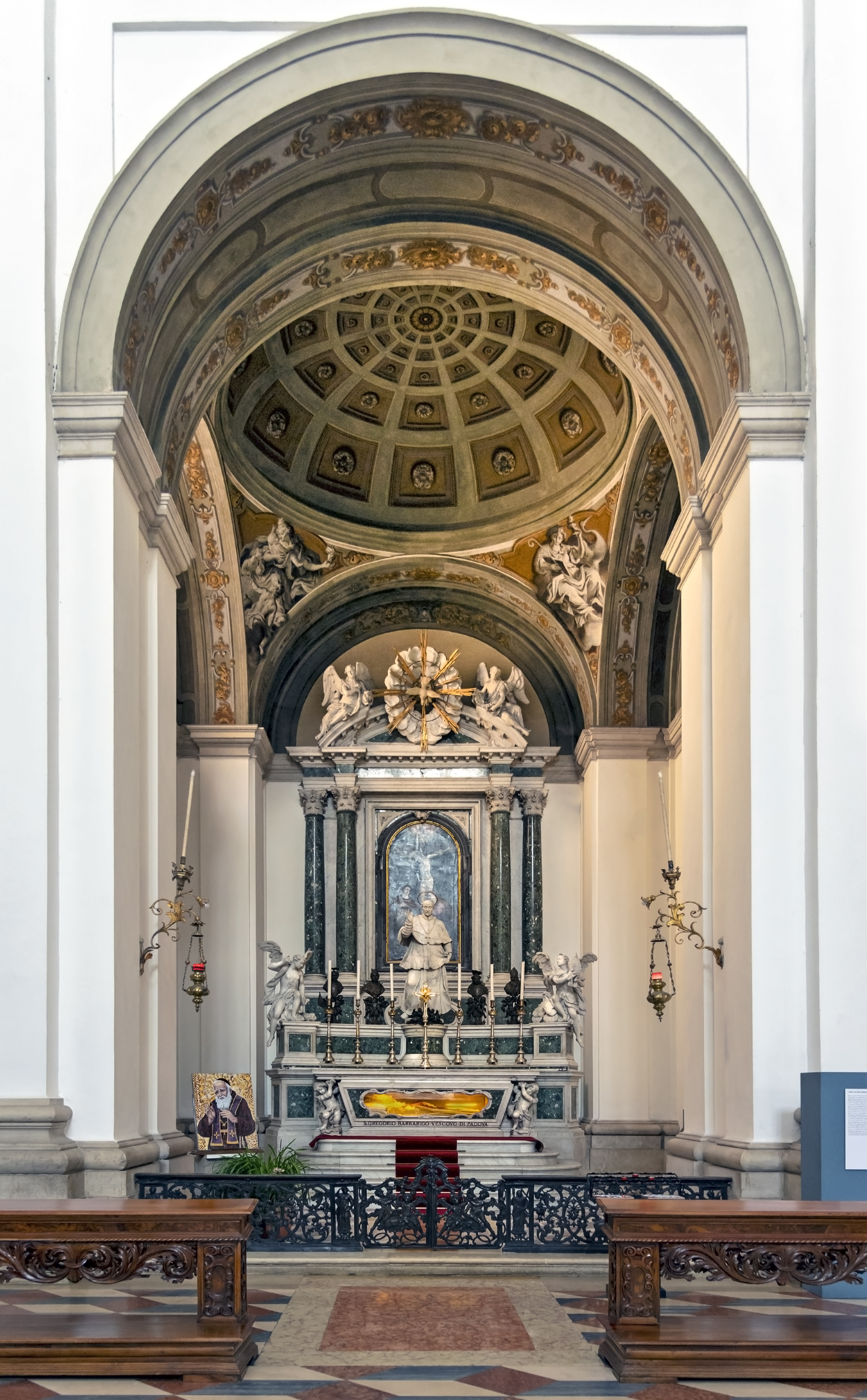
Kaplica Gregório Barbarigo
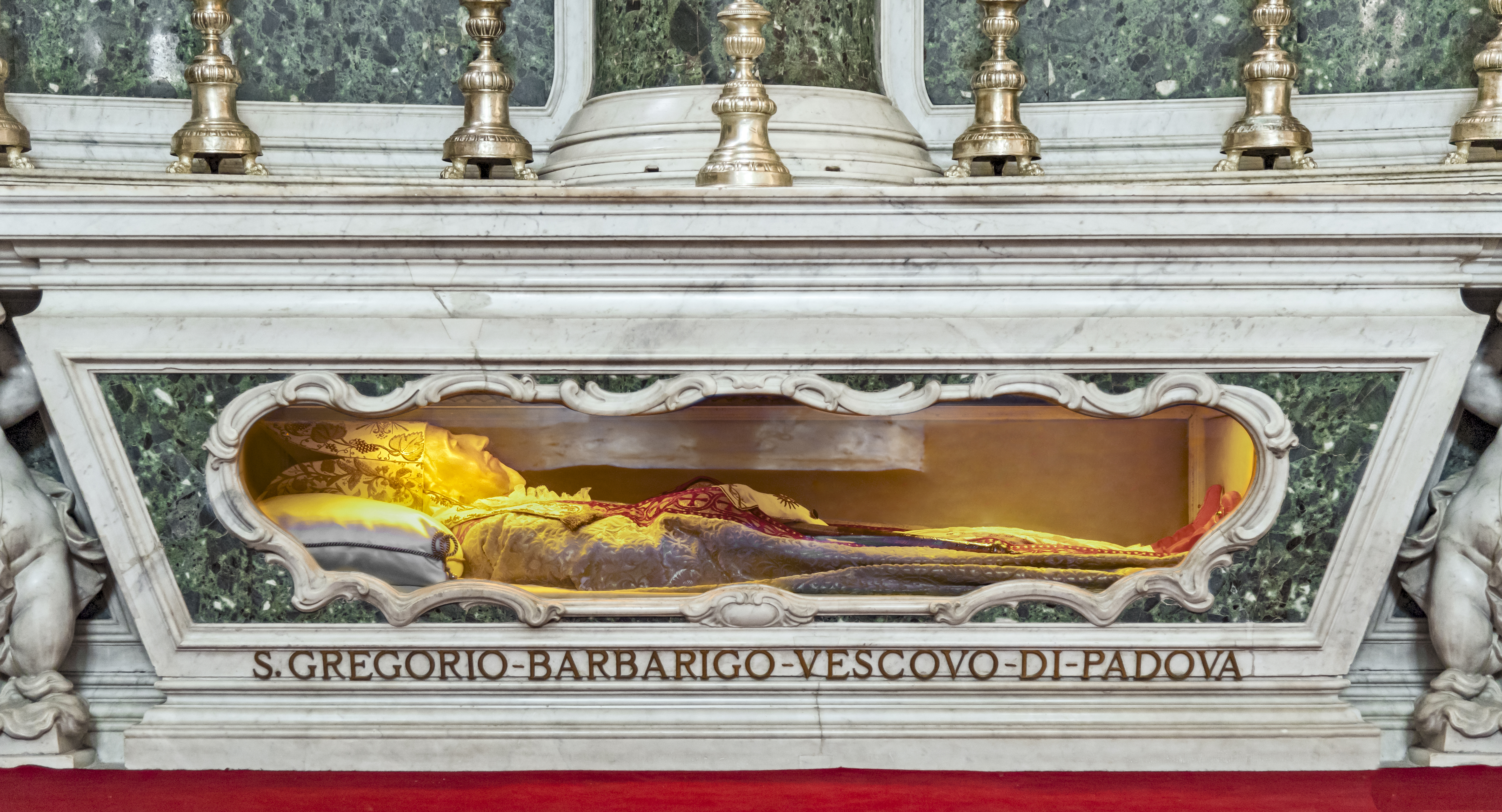
Zabalsamowane ciało świętego